# Portugal International 1965
Die Portugal International 1965 fanden in Lissabon statt. Es war die erste Auflage dieser internationalen Titelkämpfe von Portugal im Badminton.

## Titelträger
| Disziplin    | Sieger                      |
| ------------ | --------------------------- |
| Herreneinzel | Otto Hecker                 |
| Dameneinzel  | Peggy Brixhe                |
| Herrendoppel | Fernando Pinto Pinto Alves  |
| Damendoppel  | Isabel Salema Peggy Brixhe  |
| Mixed        | Fernando Pinto Peggy Brixhe |